# マテウス・レイリア・ドス・サントス
マテウス・レイリア（Matheus Leiria）ことマテウス・レイリア・ドス・サントス（Matheus Leiria Dos Santos、1995年1月22日 - ）は、ブラジル・リオグランデ・ド・スル州ペロタス出身のプロサッカー選手。Jリーグ・ヴァンフォーレ甲府所属。ポジションはフォワード（FW）。

## 経歴
2021年6月21日、J3リーグのカターレ富山に加入することが発表された。
2023年J3の11月・12月のMVPを受賞。
2024年12月11日、カターレ富山と契約満了が発表された。
2024年12月26日、ヴァンフォーレ甲府への完全移籍が発表された。

## 所属クラブ
- 2014年 - 2016年7月  GEジュベントス（英語版）[6]
  - 2014年7月 - 2015年6月  ホブロIK（期限付き移籍）[6]
- 2016年7月 - 同年12月  GEグロリア[6]
- 2017年 - 同年8月  バーラFC（英語版）[6]
- 2017年8月 - 2019年8月  FCヘルシンゲル[6]
- 2019年8月 - 2020年9月  FCプラタニアス[6]
- 2020年9月 - 2021年3月  FKクケシ[6]
- 2021年6月 - 2024年 カターレ富山
- 2025年 -  ヴァンフォーレ甲府

## Jリーグでの個人成績
| 国内大会個人成績 | 国内大会個人成績 | 国内大会個人成績 | 国内大会個人成績 | 国内大会個人成績 | 国内大会個人成績 | 国内大会個人成績 | 国内大会個人成績 | 国内大会個人成績 | 国内大会個人成績 | 国内大会個人成績 | 国内大会個人成績 |
| 年度             | クラブ           | 背番号           | リーグ           | リーグ戦         | リーグ戦         | リーグ杯         | リーグ杯         | オープン杯       | オープン杯       | 期間通算         | 期間通算         |
| 年度             | クラブ           | 背番号           | リーグ           | 出場             | 得点             | 出場             | 得点             | 出場             | 得点             | 出場             | 得点             |
| 日本             | 日本             | 日本             | 日本             | リーグ戦         | リーグ戦         | リーグ杯         | リーグ杯         | 天皇杯           | 天皇杯           | 期間通算         | 期間通算         |
| ---------------- | ---------------- | ---------------- | ---------------- | ---------------- | ---------------- | ---------------- | ---------------- | ---------------- | ---------------- | ---------------- | ---------------- |
| 2021             | 富山             | 28               | J3               | 14               | 2                | -                | -                | -                | -                | 14               | 2                |
| 2022             | 富山             | 10               | J3               | 21               | 6                | -                | -                | 1                | 0                | 22               | 6                |
| 2023             | 富山             | 10               | J3               | 22               | 6                | -                | -                | 0                | 0                | 22               | 6                |
| 2024             | 富山             | 10               | J3               | 24               | 3                | 5                | 0                | 1                | 0                | 30               | 3                |
| 2025             | 甲府             | 77               | J2               |                  |                  |                  |                  |                  |                  |                  |                  |
| 通算             | 日本             | 日本             | J3               | 81               | 17               | 5                | 0                | 2                | 0                | 88               | 17               |
| 総通算           | 総通算           | 総通算           | 総通算           | 81               | 17               | 5                | 0                | 2                | 0                | 88               | 17               |

出場歴
- Jリーグ初出場 - 2021年8月28日 J3第16節 藤枝MYFC戦 (富山県総合運動公園陸上競技場)
- Jリーグ初得点 - 2021年9月5日 J3第17節 アスルクラロ沼津戦 (愛鷹広域公園多目的競技場)